# ドゥカティ・916
ドゥカティ・916（Ducati 916）は、1994年から1998年までドゥカティが製造したオートバイである。スーパースポーツタイプに分類される。

## 概要
851および888の後継車種として開発された。916ccの8バルブデスモドロミック水冷90度Vツインエンジンを、片持ちスイングアームと倒立式フォークを備えたトレリスフレームに搭載する。
ドゥカティのオートバイのパフォーマンスを当時最大のライバルであった日本メーカーと肩を並べるレベルにまで向上させ、技術面でもリードする立場にまで押し上げた。モーターサイクル・デザインの世界に革命を起こしたと評されることもあるコンパクトでエレガントかつスタイリッシュなデザインにより、世界中で熱狂的なファンを獲得した車種である。
販売面でも成功し、アメリカ合衆国では、初年度に販売予定であった全台数を、実際に入荷する前に完売してしまった。また、スーパーバイク世界選手権での活躍でも知られる。
1999年に後継車種となるドゥカティ・996が発売され、生産を終了した。
2019年、916の誕生25周年を記念して、パニガーレV4の特別仕様車「25°アニバーサリオ916」が発売された。
2023年、30周年を記念したドゥカティ・パニガーレv4 sp2 30°アニバーサリオ916 が発表された。

## メカニズムとデザイン
開発を手掛けたのは、ビモータの設立者であり多くのオートバイのデザインや設計を担当したマッシモ・タンブリーニと、オートバイデザイナーのセルジオ・ロッビアノを中心としたチームである。
エンジンの開発はカジバの研究センターで行われた。基本設計は888のものを踏襲しつつも、94mmのボア径はそのままにストロークを64mmから66mmに増やすことで排気量を888ccから916ccに拡大した。吸排気バルブの開閉はバルブスプリングではなくカムとロッカーアームの機構によって開閉するデスモドロミックを、888から引き続き採用している。エンジンの出力自体は当時の日本のライバルメーカーが採用していた直列4気筒エンジンやV型4気筒エンジンと比べ劣ったが、より全域でトルクフルなトルク特性を売りとした。
車体のサイズは888よりも小さく、フレームにはクロモリ製のトレリスフレーム(鋼管を三角形状に組み合わせたフレーム)が採用された。車体のボディワークはデザイン性と機能性を両立したものに仕上げられ、アグレッシブかつエレガントで印象的なものとなった。スタイリッシュな片持ちスイングアームは、レース中にタイヤ交換を高速化できるように設計された。また、シートカウル下に配された2本のサイレンサー(センターアップマフラー)は空力性能を改善すると同時に、ボディサイドに排気管を張り出させない非常にクリーンなデザインを実現し、その後他メーカーも採用するに至った。これはホンダ・NRで最初に導入されたものであり、ドゥカティが元祖というわけではないが、現在に至るまで916のデザインの象徴となっている。ジャーナリストのケヴィン・アッシュは、916について「過去20年間で最も影響力のあるマシンのひとつ」であると評しつつ、「そのデザインは実際にはホンダ・NR750から派生したものであり、センターアップマフラーとそれによって達成したスリムなスタイリング、角目2灯のヘッドライト、太いリアタイヤを支える片持ちスイングアームといった共通点を持っている」と指摘している。

## 評価
しかし、1994年の本当に大きなニュースは、画期的な916の登場であった。このマシンの排気量はコードナンバーと一致し、888のエンジンのストロークを64mmから66mmに増やすことで達成された。これは、20世紀後半の最も偉大なオートバイデザイナーの一人と称されるマッシモ・タンブリーニの作品であり、その理由もまた然りである。…世界中の多くの愛好家にとって、916は単に最新であるだけではなく、これまでで最高のスーパーバイクである。性能、ハンドリング、ブレーキ、そしてスタイリングとカリスマ性において、新たな基準を打ち立てたのである。…916は、スズキ・GSX-R750だけが10年前に成し遂げた方法で、スポーツバイクの顔を変えたのである。—ミック・ウォーカー、Motorcycle: Evolution, Design, Passion
1994年、ドゥカティが916で世界を驚かせたことを、誰が忘れることができようか？これは、高性能スポーツオートバイというカテゴリーにおいて、ドゥカティが起こしたもう一つの革命であった。916では、技術とスタイリング、性能と端正な美しさが最大レベルに達した。…世界で最も権威あるバイク雑誌からの「Motorcycle of the Year」などの授与をはじめ、多くの称賛を受けた。—Mirco De Cet、The Complete Encyclopedia of Classic Motorcycles
916は1994年にデビューすると、新鮮なデザインと優れた技術機能で賞賛された。導入当時、916は「すべての雑誌のバイク・オブ・ザ・イヤー賞 1994」（every magazine's Bike of the Year award for 1994）を受賞した。

## 916 セナ
1994年12月のボローニャモーターショーで発表された916 セナは、熱心なドゥカティ愛好家であったF1ドライバーのアイルトン・セナを記念した特別版であり、セナは同年5月、サンマリノグランプリでの事故で亡くなる直前に発売を承認した。この特別仕様車の発売には、当時、ドゥカティのオーナーであったクラウディオ・カスティリオーニがセナと友人であったことが関係していた。1995年、1998年、2001年の間に、ドゥカティは3つの「916 セナ」をリリースし、純収益はいずれもアイルトン・セナ財団に寄付された。

## レース活動
ドゥカティはスーパーバイク世界選手権に916を投入し、1994年から1996年、及び1998年に、カール・フォガティ(1994年・1995年・1998年)とトロイ・コーサー(1996年)で選手権を制覇し、いずれの年においてもマニュファクチャラーズタイトルを獲得した。
| 年   | ライダー           | 優勝回数 |
| ---- | ------------------ | -------- |
| 1994 | カール・フォガティ | 11       |
| 1995 | カール・フォガティ | 13       |
| 1996 | トロイ・コーサー   | 7        |
| 1998 | カール・フォガティ | 3        |

また、1999年3月1日と2日、デイトナ・インターナショナル・スピードウェイで行われたAHRMA クラシック・デイズで、デビン・バトリーが1998年モデルの916に乗って2勝を挙げた。まず、8周のフォーミュラ・ワン・クラスで、次にバトル・オブ・ザ・ツインズ・オープン・クラスで優勝した。

## 後継車種
916の後継車種として、1999年にドゥカティ・996が、2002年にドゥカティ・998がドゥカティから発売された。エクステリアのデザインは916を踏襲しつつも、エンジンを改良し、よりハイパワーとなった。
一方で、916を設計したマッシモ・タンブリーニも、916の後継車種としてMVアグスタ・F4シリーズを開発し続けた。MVアグスタ・F4は、特にテール部分に916との類似点が見られる。これらのタンブリーニのデザインは、いずれもソロモン・R・グッゲンハイム美術館で1998年に開催された「オートバイの芸術展」で紹介された。その後も916のデザインは、美術館や雑誌、デザインの専門家などによって、モーターサイクル史における重要なデザインのトップリストに常連入りしている。アメリカのモーターサイクリスト誌は、1990年代を振り返って「1994年:ドゥカティ・916がデビュー。その年、他に何があったのか？」と述べている。